# Hymenophyllum obtusum
Hymenophyllum obtusum är en hinnbräkenväxtart som beskrevs av William Jackson Hooker och Arn. Hymenophyllum obtusum ingår i släktet Hymenophyllum och familjen Hymenophyllaceae. Inga underarter finns listade.